# سيريل بيوس ماكدونالد
سيريل بيوس ماكدونالد هو سياسي كندي، ولد في 29 فبراير 1928، وتوفي في 14 نوفمبر 2015. انتخب عضو المجلس التشريعي من ساسكاتشوان.